# Благоє Берса
Благоє Берса (хорв. Blagoje Bersa; 21 грудня 1873, Дубровник — 1 січня 1934, Загреб) — хорватський композитор і педагог.
Навчався у Загребської консерваторії у Івана Зайця та О. Штекля, у Віденській — у Р. Фукса і Ю. Епштейна. У 1920—34 роках — професор Музичної академії в Загребі (композиція, інструментування).
Музика Берси романтичного, ліричного характеру. Найбільшу цінність представляють його романси. Берсі належать також твори великої форми. У симфонічих поемах і оперній творчості відчутний вплив Ріхарда Вагнера, Ріхарда Штрауса, Миколи Римського-Корсакова, а також «веристів». Опери Берси були написані на німецькі лібретто і поставлені у перекладі на хорватську мову у Загребі.
Твори
- опери — Вогонь (Der Eisenhammer, 1906; Oganj, 1911), Швець з Дельфта (Der Schuster von Delft, 1912; Postolar od Delfta, 1914);
- для оркестру — симфонічні поеми Сонячні поля (Suncana polja, 1919), Привиди (Sablasti, 1926) та інші, Драматична увертюра (1898), Ідилія (1902), капричо-скерцо (1902);
- струнний квартет;
- для фортепіано — сюїта, п'єси;
- хори, романси тощо.